# Pamela Colman Smith
Pamela Colman Smith (ur. 16 lutego 1878 w Londynie, zm. 18 września 1951 w Bude) – angielska malarka, ilustratorka książek, współautorka Tarota Ridera-Waite'a.

## Życiorys
Była córką kupca Charlesa E. Smitha i Corinne Colman, siostry malarza Samuela Colmana. Jej dziadkiem był amerykański polityk i burmistrz Brooklynu – Cyrus Porter Smith. Rodzina Smithów mieszkała najpierw w Manchesterze, a później przeniosła się na Jamajkę, gdzie Charles pracował przy rozbudowie kolei. Odtąd Pamela wraz z rodziną podróżowała między Kingston, Londynem i Nowym Jorkiem. 
Od roku 1893 Pamela kształciła się artystycznie w Pratt Institute w Nowym Jorku. Po śmierci rodziców wróciła do Anglii i pracowała jako ilustratorka książek dla dzieci i zbiorów ludowych opowieści, ballad i wierszy. Pracowała także nad kostiumami i scenografią dla Lyceum Theatre w Londynie. Dzięki znajomości z aktorami Ellen Terry i Henrym Irvingiem stała się znana w świecie artystycznym ówczesnej Anglii. W jej studiu, otwartym w 1901 roku, co tydzień spotykała się londyńska bohema, jeden z takich artystycznych wieczorów opisał w swojej książce Arthur Ransome.
W roku 1903 założyła własny magazyn o sztuce The Green Sheaf, który jednak ukazywał się tylko przez rok. Napisała także kilka książek poświęconych folklorowi Jamajki, m.in. Annnancy Stories (1902) i Chim-Chim: Folk Stories from Jamaica (1905).
W roku 1907 fotografik i wydawca Alfred Stieglitz wystawił część jej prac w słynnej galerii 291. Choć prezentowano tam wyłącznie prace fotografików, to Stieglitz zrobił wyjątek i zafascynowany talentem Smith pokazał w galerii 72 rysunki i akwarele artystki. Po pozytywnej recenzji w prasie wystawa przyciągnęła tłumy, a Pamela sprzedała prawie wszystkie swoje prace.
Była członkinią Hermetycznego Zakonu Złotego Brzasku, do którego wprowadził ją irlandzki poeta William Butler Yeats. Wielki mistrz tego zakonu, Arthur Edward Waite, zlecił Pameli namalowanie talii tarota według swojego pomysłu. Koncepcja Waite'a była nowatorska, po raz pierwszy talia miała w pełni ilustrowane Małe Arkana (dotychczasowe, w przeciwieństwie do Wielkich Arkanów, miały tylko proste symbole). Pamela Colman Smith pracowała nad talią od kwietnia do października 1909 roku, malując ją według wskazówek Waite'a. Wkład malarki w powstanie tych kart nie został uhonorowany w nazwie talii, która pochodzi tylko od nazwisk wydawcy (Rider) i współautora (Waite), jednak dla podkreślenia wagi pracy artystki wielu tarocistów używa dziś nazwy Waite-Smith Tarot lub Rider-Waite-Smith (RWS).
W roku 1911 Smith nawróciła się na katolicyzm. Po zakończeniu I wojny światowej za pieniądze uzyskane ze spadku po wuju zakupiła dom w Kornwalii i zarabiała, prowadząc ośrodek wypoczynkowy dla księży. Po jej śmierci cały majątek i wszystkie prace, w których była posiadaniu, zostały zlicytowane na poczet długów.